# Genealogiska Föreningen

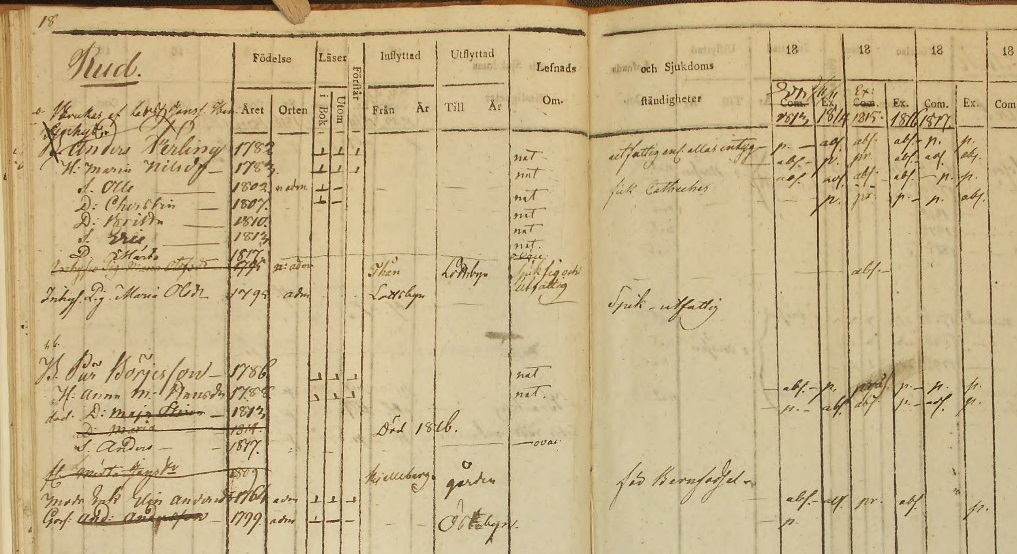
Husförhörslängd, 1870-talet.

Genealogiska Föreningen (GF) är en svensk riksförening bildad 1933 för släktforskning, och är en av Sveriges äldsta föreningar inom detta område.

## Bakgrund
Föreningen bildades 1933, det vill säga långt innan tekniken gjorde det möjligt att bedriva släktforskning hemifrån vid den egna datorn. Då krävdes att man besökte eller korresponderade med landsarkiven, de statliga arkiv där släktforskningens basmaterial, kyrkoböcker och skattelängder finns samlat sedan omkring år 1900. 
Idén hos de som bildade GF var att ta vara på och samla enskilda släktforskares resultat och göra dem tillgängliga för andra, inte minst framtida, forskare och på så sätt bespara dessa arbete med att själva söka i arkiven. Föreningen gjorde också under sina första år stora insatser genom att gå igenom samtliga handskriftssamlingar av genealogiskt intresse i de offentliga biblioteken och arkiven och registrera där förekommande släktnamn samt också genom att börja klippa ut och samla familjenotiser i först Svenska Dagbladet, så småningom även Dagens Nyheter. 
Tillsammans med alla de släktutredningar, antavlor etc som överlämnats av enskilda forskare eller på annat sätt förvärvats av GF utgör detta ett unikt och ovärderligt material för släktforskningen. Samlingarna har genom åren kompletterats med tiotusentals volymer av genealogisk och lokalhistorisk litteratur som gör att GF:s samlade resurser, Släktforskarnas Arkiv och Bibliotek, i dag utgör en guldgruva för släktforskare, något av ett släktforskningens eget riksarkiv. 
Föreningen, som i början av 2011 hade omkring 2 200 medlemmar, försöker genom digitalisering av materialet, till att börja med klipparkivet med notiser ur de stora dagstidningarna, göra sina samlingar tillgängliga också för personer som inte har lätt att besöka föreningens lokaler i Sundbybergs kommun.

## Inrikes pass
Sedan 2011 driver GF ett större digitaliseringsprojekt om inrikespass. Passjournaler och annat material så som gästgiveriböcker fotograferas och registreras manuellt för att göra materialet sökbart. År 2024 passerade antalet registrerade poster 600 000. Flest poster kommer från perioden 1812–1860, men även 1700-talet och tiden efter 1860 finns med. 

## Tidskrifter
GF ger sedan 1950 ut tidskriften Släkt och Hävd, som utkommer med fyra nummer per år och innehåller artiklar med mera inom det genealogiska området. 
Föreningen utger även sedan 2016 Svensk Genealogisk Tidskrift (SGT), som utkommit sedan 2007, samt sedan 2022 den digitala tidskriften Släkthistoriska Studier (SHS) med öppen tillgång.